# Ферганская область (Российская империя)
Ферганская область — административная единица в Российской империи. Административный центр — Скобелев.
Область была основана указом Правительствующего сената 5 (17) марта 1876 за № 8424 из присоединённого к России Кокандского ханства; тогда же учреждено и областное правление.
30 апреля 1918 года область стала частью Туркестанской АССР. 27 октября 1924 года в результате национально-территориального размежевания Ферганская область была разделена между Кара-Киргизской АО и Узбекской ССР. После выделения из территории Узбекской ССР Таджикской ССР в 1929 году, южная часть Ферганской области отошла последней.

## География
Занимала юго-восточную часть русских владений в Средней Азии (Туркестанского генерал-губернаторства) и лежала вместе со входящим в состав её Памиром между 37° и 42° с. ш. и 70° и 74°30' в. д. На севере и северо-западе граничила с Сырдарьинской областью, на северо-востоке — с Семиреченской областью, на востоке — с Китайской империей (Кашгар), на юге — с землями, расположенными в верховьях Пянджа и находящимися в сфере афганско-английского влияния, на западе — с бухарскими владениями (Вахан, Шугнан, Рошан, Дарваз, Каратегин) и с Самаркандской областью. Площадь её составляла около 141141 кв. вёрст (160 141 км²), с 1 560 411 жителями. Делилась на 5 уездов (Андижанский, Маргеланский, Кокандский, Наманганский, Ошский).

## Рельеф
В отношении рельефа Ферганскую область можно было разделить на три части: Ферганскую долину, окаймляющие долину горные хребты и Алайско-Памирское нагорье.
Самой важной и культурной частью, в которой сосредоточивается почти всё оседлое население, была центральная область, занятая долиной миндалевидной формы, вытянутой по широте, длиной около 320 км, наибольшей шириной около 170 км, площадью около 22,7 км². Дно Ферганской долины слегка покато с северо-востока на юго-запад, по течению Сырдарьи, прорезающей её в этом направлении. Долина замкнута со всех сторон высокими и труднодоступными горами, за исключением лишь юго-западной части, где расступающиеся у Худжанда для пропуска Сырдарьи горы образуют удобный путь сообщения Ферганы с остальной частью Туркестанского бассейна. У подошвы гор, окаймляющих Фергану и дающих начало множеству речек, которые служат для орошения, тянется почти сплошная зелёная лента культурных земель, изредка прерываемая неорошёнными пространствами, а иногда галечными пустынями и песками. Средняя часть долины, наоборот, в большей части представляет маловодную и почти необитаемую солончаково-песчаную степь, на которой местами встречаются сыпучие пески, солоноватые озёра и разливы, поросшие камышами.
В геологическом отношении в состав долины Ферганы входят юрские, меловые, третичные и потретичные отложения; первые три развиты по окраинам, а последние — в середине долины. Лёсс воздушного и водного происхождения, а также конгломерат, принадлежащие к потретичным отложениям, распространены преимущественно у окраин расширенной части Ферганы. Окаймляющие Ферганскую долину горные хребты принадлежат к Тянь-Шаньской и Памиро-Алайской. С севера и северо-востока её замыкают горы, составляющие южную часть западной оконечности Тянь-Шаня, а именно Чаткальский и Ферганский хребты, достигающие лишь в немногих местах снеговой линии, но труднодоступные, а местами и непроходимые. С юга Фергану опоясывает высокий Алайский хребет, поднимающийся на всем протяжении выше предела вечных снегов, изобилующий ледниками. При взглядет из долины Ферганы видны три ряда кулис: первая гряда, самая низкая, сложена из пород третичного, мелового и юрского образования, вторая — из палеозойских известняков и сланцев, третья, самая высокая, сложена из метаморфических сланцев, гранитов, гнейсов и прочих пород.
Лежащее к югу от Алайского хребта Алайско-Памирское нагорье имеет вид неправильного, вытянутого по меридиану четырёхугольника. В нём можно выделить долину Алая, лежащую между Алайским и Заалайским хребтами, и Памир. На высокой долине Алая расположено множество высококачественных пастбищ. От Памира Алай отделяет труднопроходимый Заалайский хребет, высочайшая вершина которого поднимается до 7134 м. Памирское нагорье представляет собой систему длинных ветвистых, более или менее плоских и широких речных долин и озёрных бассейнов, разделённых горными, часто снеговыми, кряжами и хребтами.
В гидрографическом отношении Ферганская область принадлежит к бассейну Аральского моря, к системам Сырдарьи и Амударьи. Долина Ферганы и окружающая её горы орошаются Сырдарьей, образующейся здесь из двух рек: Карадарьи и Нарына, а также её притоками: значительная часть речек, стекающих с рек, не доходит до Сырдарьи и используется для орошения, иссякая невдалеке от предгорий. Кроме них наибольшее ирригационное значение имеют Карадарья и Нарын. Алайская долина и Памир, из которых первая орошается рекой Кизыл-су, составляющей верховья Сурхаба-Вахша, а второй — несколькими реками, направляющимися с востока на запад к Пянджу, принадлежат к бассейну Амударьи.

## Климат
Территория Ферганской области находится в зоне континентального климата. Холодная зима, очень жаркое лето, сухость воздуха, небольшая облачность, резкие колебания температуры между днем и ночью и незначительное количество атмосферных осадков являются характерными его чертами.
|                | Высота в метрах | Средняя температура года (градусы Цельсия) | Мах   | Min   | Осадки в мм | Преоблад. ветры |
| -------------- | --------------- | ------------------------------------------ | ----- | ----- | ----------- | --------------- |
| Наманган       | 450             | +13,3                                      | +39,4 | −15,6 | 178,7       | С.              |
| Новый Маргелан | 585             | +13,2                                      | +40,4 | −23,5 | 172,9       | Тихо.           |
| Ош             | 1015            | +11,6                                      | +39,0 | —     | 334,8       | Тихо.           |
| Иркештам       | 2840            | +2,1                                       | +23,9 | —     | 139,1       | Ю. З.           |
| Памирский пост | 3640            | −1,4                                       | +27,3 | −46,7 | 52,9        | Тихо. Ю. З.     |

Весна в Ферганской долине наступает в начале марта, а нередко и в феврале, в мае уже наблюдается жара, достигающая наибольшей интенсивности в июне и июле, когда температура колеблется около 30° в тени, а почва на солнце нагревается до 70°; температура спадает в сентябре-октябре, тогда же наблюдаются первые заморозки. Небо в течение лета большей частью безоблачное; осадки с мая по октябрь почти отсутствуют. Зима в долине непостоянная; снег выпадает не часто и скоро тает, хотя непродолжительные морозы временами достигают 20 и даже более градусов. Предгорья и средней высоты межгорные долины отличаются более холодным климатом, причём здесь выпадает и большее количество осадков. Средняя температура года этой части области, лежащей на широте Сицилии, равняется приблизительно температуре Колы и Мезени, а морозы в зимнее время достигают сибирских. Особенностями местного климата являются пыльные туманы и западные и юго-западные ветры, врывающиеся в долину через узкий проход из степей Средней Азии; нередко в летнее время ветер этот сопровождается высокой температурой (гармсиль), сильно вредит культурным растениям и неблагоприятно отражается на животных. Сухие пыльные туманы (бус) бывают обыкновенно летом и в начале осени; масса лёссовой пыли, оседающей после таких туманов, раздражает глаза и дыхательные органы животных и вредит растениям.

## Флора
Растительность Ферганской области ввиду разнообразия условий последней отличается большим разнообразием; в ней сосредоточены представители флоры почти всего Туркестана, причём типичные пустынно-степные формы, характерные для степей этого края, имеют в Фергане сравнительно ограниченное распространение. До высоты 600 метров над уровнем моря преобладает в большинстве местностей культурная растительность, в областях, где нет орошения, господствует степная флора.
Пояс от 600 до 1800 м характеризуется развитием зарослей лиственных пород, а местами и настоящих широколиственных лесов, состоящих из грецкого ореха, тополя, ивы, березы, клёна, яблони, груши, фисташки, абрикоса, миндаля и прочих видов. Из кустарников встречаются вишня, облепиха, боярышник, шиповник и гребенщик. Особенно характерными являются леса грецкого ореха, развитые по склонам гор в восточной части области, и заросли фисташки.
До 3 км простирается пояс хвойных лесов и зарослей, состоящих из арчи, ели и пихты. Выше 3 км господствует луговая растительность со значительной примесью, а местами и с преобладанием степных форм. Травянистая растительность достигает пышного развития на Алае, куда на короткое лето прибывали кочевники со своими стадами. Скудная флора Памира имеет степной характер; во многих местах здесь растет в изобилии полукустарник терескен, служивший топливом; на западной окраине нагорья, где местность понижается и переходит в горную страну, по ущельям рек появляются древесные заросли. Общая площадь горных лесов области простирается до 948 га, из которых 360 находились собственно под лесом, 225 были заняты рединами и 184 — полянами и безлесными местами.
Леса вследствие недоступности, малой пригодности большей части составляющих их пород для строительных потребностей, а также небольшого роста и редких деревьев использовались слабо и не приносили дохода. Исключением были ореховые леса Андижанского и Наманганского уездов, откуда привозиди хороший строительный материал, массу плодов и ореховые наплывы, продаваемые по очень высокой цене. Уже во времена Российской империи леса составляли лишь небольшую часть от прежних, когда-то покрывавших все склоны гор и спускавшихся почти до дна долины; в течение веков лесоистребление достигло очень больших размеров, что вызвало сильное размывание склонов, лишенных связывающего влияния древесных корней.

## Фауна
Фауна долины Ферганы и низких и средних горизонтов гор носит характер, одинаковый с другими частями Центральной Азии, хотя степные формы были развиты слабее сравнительно со степными пространствами, расстилающимися к западу от Ферганской области. Из характерных животных можно назвать тигра в Андижанском и Наманганском уездах, барса, дикого кабана, марала, медведя. Нагорья Алая и в особенности Памира отличаются характерными видами, из которых некоторые близки к тибетским; там обитали памирские горные бараны, архары, горные козлы, медведи, лисицы и волки и т. п.; як используется как домашнее животное, он единственный пригоден для езды и перевозки тяжестей на больших высотах, а также даёт молоко.

## Минеральные ресурсы
Минеральные богатства области были мало обследованы и слабо эксплуатировались. С глубокой древности было известно о месторождениях киноварной ртути. Уже в конце XIX века было известно о том, что в этом краю встречаются бирюза, золото, серебро, медь, свинец, железо, сера, мрамор, гипс, селитра, соль, нефть, озокерит, графит и прочее. Систематическая разработка нефтяных месторождений началась лишь в конце 1901 года, хотя отдельные скважины существовали и ранее. Каменный уголь встречался также во многих местах; не отличаясь качеством, он шёл только на топливо.
На Хазрет-аюбских минеральных источниках в Андижанском уезде близ села Джалал-Абад в 1885 была устроена санитарная станция, а на время сезона открывается лазарет на 25 человек.

## Органы власти

### Административное деление

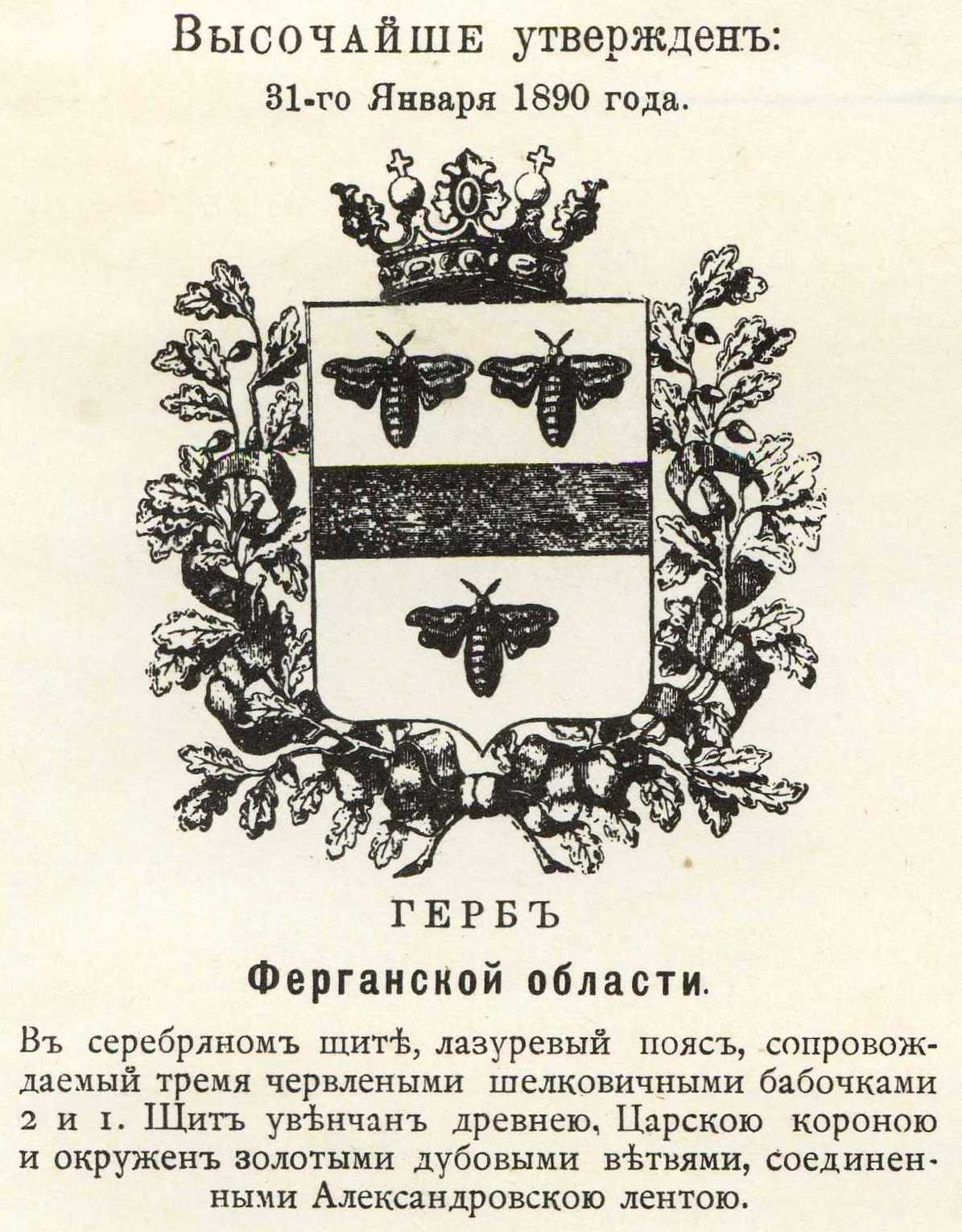
Герб области с оф.описанием (1890)

В начале XX века область делилась на 5 уездов:
| № | Уезд                                  | Уездный город          | Площадь, вёрст² | Население (1897), чел. |
| - | ------------------------------------- | ---------------------- | --------------- | ---------------------- |
| 1 | Андижанский                           | Андижан (47 627 чел.)  | 13 333,2        | 360 267                |
| 2 | Кокандский                            | Коканд (81 354 чел.)   | 13 212,6        | 364 658                |
| 3 | Маргеланский (c 1907 г. Скобелевский) | Скобелев (8 928 чел.)  | 14 069,1        | 321 860                |
| 4 | Наманганский                          | Наманган (62 017 чел.) | 15 273,4        | 363 789                |
| 5 | Ошский                                | Ош (34 157 чел.)       | 65 252,7        | 161 640                |

В 1897 году в состав области была окончательно включена территория Восточного Памира, состоявшая из двух волостей (Памирской и Оршорской), и управлявшаяся начальником Памирского отряда, его штаб-квартира дислоцировалась с 1891 года в Маргелане, с 1893 года на Памирском Посту (Мургаб), а с 1897 года в Хороге.

### Военные губернаторы
| Ф. И. О.                                | Титул, чин, звание                 | Время замещения должности |
| --------------------------------------- | ---------------------------------- | ------------------------- |
| Скобелев Михаил Дмитриевич              | Свиты Его Величества генерал-майор | 05.03.1876—17.03.1877     |
| Абрамов Александр Константинович        | генерал-лейтенант                  | 17.03.1877—04.11.1883     |
| Иванов Николай Александрович            | генерал-майор                      | 25.11.1883—26.11.1887     |
| Корольков Николай Иванович              | генерал-лейтенант                  | 26.09.1887—30.06.1893     |
| Повало-Швейковский Александр Николаевич | генерал-лейтенант                  | 30.06.1893—28.05.1898     |
| Чайковский Андрей Петрович              | генерал-майор                      | 04.07.1898—19.05.1901     |
| Арандаренко Георгий Алексеевич          | генерал-майор                      | 04.06.1901—10.12.1904     |
| Покотило Василий Иванович               | генерал-майор                      | 10.12.1904—28.07.1907     |
| Сусанин Владимир Николаевич             | генерал-лейтенант                  | 23.09.1907—08.03.1911     |
| Гиппиус Александр Иванович              | генерал-лейтенант                  | 08.03.1911—1917           |

### Помощники военного губернатора
| Ф. И. О.                      | Титул, чин, звание               | Время замещения должности |
| ----------------------------- | -------------------------------- | ------------------------- |
| Ястржембский Пётр Викентьевич | майор                            | 01.07.1876—07.05.1879     |
| Мединский Виктор Юлианович    | генерал-майор                    | 07.05.1879—09.01.1896     |
| Васильев Фёдор Николаевич     | полковник                        | 14.02.1896—05.03.1901     |
| Наливкин Владимир Петрович    | действительный статский советник | 28.03.1901                |

## Население
Население проживало преимущественно в долине Ферганы, там у подошвы гор располагалась целая цепь культурных оазисов с плотностью населения аналогичной тогдашней Англии. Горы были населены значительно слабее, а высокогорные местности — Алай и Памир — оставались почти безлюдны. На 1 км² во всей области приходилось 9,7 чел., без учёта Памира — 17 чел., в культурных оазисах — не менее 135 чел.; на Памире на 1 жителя приходится около 26 км² пространства. Без Памира Ферганская область — наиболее плотно населённая из областей Туркестана.
В этнографическом отношении население является результатом смешения на почве борьбы ариев с тюрко-монголами. Арии, составлявшие с незапамятных времен коренных жителей Ферганы, в течение ряда веков были подчиняемы последовательно китайцами, арабами, тюрками, монголами, были оттеснены в горы, где остатки их сохранились до сих пор.
На тот период главнейшие народности, — сарты, киргизы,
узбеки, таджики. Сарты — общее наименование части населения Средней Азии в XV—XIX веках. Название «сарт» применялась по отношению к оседлым жителям городов и селений региона, в основном узбекам и равнинным таджикам употребляла преимущественно кочевая часть Средней Азии, то есть киргизы и казахи.
При проведении первой всеобщей переписи населения Российской Империи в 1897 году при распределении населения по родному языку и уездам Российской Империи сарты учитывались раздельно от киргизов, узбеков, таджиков, каракалпаков, кашгарцев и кипчаков. Русских, за исключением войск, проживало 9750 человек.
Первое русское поселение было образовано в 1893 как село Покровское. К началу 1900 в Ферганской долине имелось 10 русских поселений, с 566 дворами и 2119 жителями. В течение 1900 прибавилось ещё одно русское поселение. Всё население, за исключением русских, составляющих около 1 %, исповедовало ислам суннитского толка.

### Население по переписи 1897 года
В Ферганской области было 1 572 214 жителей, наиболее многочисленные народы:
- сарты — 788 989
- тюрки — 261 234 (разные племена),
- киргизы — 201 579 (каракиргизы),
- узбеки — 153 780 (в основном племя минги)
- таджики — 114 081,
- кашгары — 14 915,
- русские — 9 842,
- кипчаки — 7 584 человека.

Численность населения и национальный состав Ферганской области по уездам в 1897:
| Уезды           | сарты  | киргизы | узбеки | таджики | русские | кашгарцы | кипчаки | каракалпаки | прочие тюрки |
| --------------- | ------ | ------- | ------ | ------- | ------- | -------- | ------- | ----------- | ------------ |
| Область в целом | 50,7 % | 12,9 %  | 9,9 %  | 7,3 %   | …       | 1,0 %    | …       | …           | 16,8 %       |
| Андижанский     | 61,6 % | 33,3 %  | …      | …       | 1,2 %   | 2,8 %    | …       | …           | …            |
| Кокандский      | 39,6 % | 3,3 %   | 39,9 % | 10,4 %  | …       | …        | 1,7 %   | 3,4 %       | 1,4 %        |
| Маргеланский    | 63,7 % | 13,7 %  | 2,6 %  | 4,7 %   | 1,4 %   | 1,4 %    | …       | …           | 12,0 %       |
| Наманганский    | 60,7 % | 5,7 %   | …      | 16,5 %  | …       | …        | …       | …           | 16,7 %       |
| Ошский          | …      | 1,0 %   | …      | …       | 1,0 %   | …        | …       | …           | 97,62 %      |

В городах области проживали 284 358 человек, крупные города:
- г. Коканд — 81 354,
- г. Наманган — 62 017,
- г. Андижан — 47 627,
- г. Старый Маргелан — 36 490,
- г. Ош — 34 157,
- г. Чуст — 13 785,
- г. Новый Маргелан (Фергана)— 8 928

Численность населения и национальный состав Ферганской области по городам в 1897:
| города          | всего  | узбеки | сарты  | киргизы | таджики | русские | кашгарцы | тюрки  | поляки | немцы | армяне | цыгане | евреи | татары |
| --------------- | ------ | ------ | ------ | ------- | ------- | ------- | -------- | ------ | ------ | ----- | ------ | ------ | ----- | ------ |
| Коканд          | 81 354 | 54 673 | 20 907 | 74      | 2 696   | 1 542   | 73       | 69     | 215    | 61    | 36     | 439    | 275   | 206    |
| Наманган        | 62 017 | 6      | 52 890 | 48      | 691     | 1 026   | 10       | 6 670  | 192    | 46    | -      | 2      | 110   | 194    |
| Андижан         | 47 627 | 4      | 45 366 | 37      | 51      | 950     | 4        | 5      | 194    | 49    | 7      | 2      | 97    | 114    |
| Старый Маргелан | 36 490 | -      | 35 645 | 20      | 3       | 98      | 33       | 4      | 1      | -     | 2      | -      | 652   | 7      |
| Ош              | 34 157 | 5      | 8      | -       | 107     | 989     | -        | 32 432 | 188    | 45    | -      | -      | 46    | 24     |
| Чуст            | 13 785 | 376    | 257    | -       | 12 718  | -       | -        | 421    | -      | -     | -      | -      | -     | -      |
| Новый Маргелан  | 8 928  | 300    | 2 308  | 88      | 236     | 4 563   | 19       | 5      | 727    | 158   | 49     | 9      | 186   | 151    |

В 1905 в Ферганской области числилось 1 млн. 794 тыс. 700 жителей.

## Волнения 1885 года в Ферганской области
В 1885 году местное население находилось на грани восстания, однако волнения были усмирены царской армией.

## Экономика

### Сельское хозяйство
Основной часть населения занималась земледелием, так как скотоводству мешал недостаток лугов, пастбищ и вообще кормов. Возделывание земель в Ферганской долине требует обязательного искусственного орошения. Общая площадь возделываемых земель составляла 937 тысяч гектар, из которых около 690 было постоянно обрабатываемой, а остальные 200 га в засушливые годы оставались неиспользованными ввиду недостатка воды для орошения. В среднем на каждого сельского жителя в Фергане приходилось 0,7 гектара культурной земли, а постоянное увеличение населения вызывало рост цены на землю.
Высевавались пшеница озимая и яровая, рис, джугара, ячмень и просо. Из других полевых растений высевался кунжут, лён, рыжик, мак, различные бобовые растения, табак, люцерну.
Хлопок разводился в значительных размерах и приносил большую прибыль. В 1899 под американским хлопчатником в Ферганской области было 157 000 га, под местным — 12 000, с которых получали около 131 000 тонн хлопка-сырца, или свыше 47 тонн чистого волокна. В 1900 под хлопчатником было 205 га со сбором 64 тонны чистого волокна. Наибольшая площадь посевов хлопчатником была в Андижанском уезде, наименьшая — в Ошском. Хлопок очищался от семян на водяных или паровых заводах; в 1880 таких заводов было 2, в 1890 — 21, в 1899 — 93. Стоимость получаемого ежегодно хлопкового волокна составляла не менее 30 млн руб.
Важное значение для продовольствия населения имело разведение овощей, арбузов и в особенности дынь. Из плодовых деревьев разводились абрикосы, персики, яблоки, груши, сливы, айва, грецкий орех, миндаль, винные ягоды, хурма, вишни и виноград; наибольшее значение имеют абрикосы, персики, айва и виноград. Площадь виноградных насаждений в 1899 занимала 7 тыс. гектар, с которых было собрано 28 тысяч тонн винограда.
Незначительное количество винограда перерабатывалось на спирт и вино, большая часть употреблялась в свежем виде или в виде изюма. В 1899 вино производили исключительно в городах, где имелось русское население — 168 тысяч литров.
Развивалось шелководство, причём шёлк использовался как местных нужд, так и шёл на экспорт, в основном в Марсель. При этом производственный процесс был очень примитивен. В 1899 году было получено 1316 тонн коконов стоимостью около 667 000 рублей.
Местные скотоводы не могли удовлетворить нужды местного населения, поэтому значительная часть скота пригонялась в Ферганскую область из других местностей, часто из Сырдарьинской и Семиреченской областей. В 1899 в Ферганской области насчитывалось 359 000 лошадей, 176 000 рабочих волов, 263 500 голов крупного рогатого скота, 24 000 верблюдов, 20 000 ослов, 1 027 000 овец, 312 500 коз. Значительная часть кочевников с наступлением лета перемещалась со своими стадами в горы, главным образом на Алай. На Памире единственным занятием небольшого количества кочующих было скотоводство.

### Промышленность
Фабрично-заводская промышленность была развита слабо. За исключением 93 хлопкоочистительных заводов в области имелось всего 14 относительно крупных промышленных заведений: 2 водочных, 3 пивоваренных, 7 кожевенных и 2 кишечных завода в 1899, с производством на 620 000 рублей при 621 рабочих. На хлопкоочистительных заводах в том же году получено 47 тысяч тонн чистого волокна; рабочих на них было 3805 человек; выручка за очистку и прессовку хлопка составила около 889 000 руб.
9500 существовавших в области мелких ремесленно-кустарных предприятий (в основном, мукомольные, маслобойные и ткацкие) производили помимо продуктов питания ковры, обувь, керамическую и металлическую посуду.

## Торговля
Торговый оборот связан преимущественно с торговлей хлопком. Множество компаний принимали участие в этой торговле, выдавая ссуды под будущий хлопок и скупая его на базарах у скупщиков и непосредственно у дехкан.
Главнейшие предметами экспорта из области в другие местности Туркестана и Европейской России были хлопок, шёлк, шелковые ткани, бараньи кишки, меха мерлушки, обувь, кожа, ковры, халаты, шерсть, рис. Импорта — мануфактурные товары, металлы, галантерейные и колониальные товары, в том числе чай (зелёный и чёрный). В 1899 из Кашгара привезено товаров на сумму 770 250 рублей (кораллы, квасцы, бумажная ткань, войлок, ковры, меха и прочее), вывезено — на 1 361 560 рублей (сахар, пряжа, металлы, ткани, спички, краски и прочее).

## Транспорт и связь
Существенное значение для развития торговли и производительных сил области имело проведение Среднеазиатской железной дороги, движение по которой открыто в 1899. Железная дорога прошла в пределах области на протяжении 236 км, соединяя с магистральной линией Коканд, Новый Маргелан и Андижан.
Почтовые тракты проходили между городами Ош — Андижан, Наманган — Чуст — Коканд и Новый Маргелан — Наманган. Сообщение с Алаем, Памиром, Каратегином, Кашгаром и Семиречьем производилось вьючным путём по тропинкам, идущим отчасти через высокие, доступные лишь в течение летнего времени перевалы. На Сырдарье было 15 паромных переправ. Почтовое и телеграфное сообщение осуществлялось в почтово-телеграфных конторах.

## Финансы
- Государственного поземельного налога в 1898 году поступило 1 769 678 рублей,
- кибиточной подати 92 916 рублей,
- доходов от оброчных статей и налога с богарных земель 122 000 рублей,
- земских сборов 540 441 рублей.
- Почтово-телеграфный доход составил 112 785 рублей.
- Государственных доходов поступило 2 553 000, с земскими сборами — 3 093 442 рублей.
- На натуральные повинности населением затрачено труда и материалов на сумму до 407 598 руб. на ремонт дорог и ирригационных сооружений. Городские доходы — 954 тыс. 250 руб., расходы — 500 тыс. руб.

## Медицина, церковь и образование
В 1899 в области было 14 врачей (не считая военных), 36 фельдшеров и фельдшериц, 9 повивальных бабок, 11 лечебных заведений на 155 коек, 3 аптеки; весь расход на врачебную помощь населению составил 96 836 руб.
Имелось семь православных храмов Храм Святого Александра Невского (Фергана), Храм Святого Николая Чудотворца (Фергана)  Андижанский Храм Всех Святых, Андижанская часовня Георгия Победоносца и др.).
Учебные заведения в 1899:
- Для русских:
  - женская прогимназия и городское 4-классное училище в Новом Маргелане,
  - городское четырёх- и восьмиклассное училище в Коканде,
  - 7 приходских одноклассных училищ,
  - 2 женских приходских училища.
- Для детей местного населения функционировало 7 начальных школ с вечерними курсами для взрослых.

Всего имелось 20 учебных заведений для русских, с 918 учащимися (686 мальчиков и 232 девочек) и 2246 учебных заведений для местного населения. Мечетей 6554, с вакуфным доходом в 194 137 рублей. В 1899 Новом Маргелане, административном центре области и местопребывании военного губернатора, существовало Ферганское медицинское общество, состоявшее из 43 членов.

### Комментарии
1. ↑  «В 1897 году штаб-квартира по решению Эдуарда Карловича Кивекэса перебазировалась с Памирского Поста на Востоке в Хорог»[2].
2. ↑  «18 мая 1897 года (Кивекэс) назначен по рекомендации капитана Эггерта начальником нового сменного Памирского отряда. Ещё в Ташкенте он решил вопрос о переносе штаба Памирского отряда с Поста Шаджань (который не только сохранил, но и расширил на Восточном Памире) в кишлак Хорог на Юго-Западе Памира вопреки возражениям, что Хорог капкан. Кивекэс парировал: „Кому капкан, а кому крепость“»[2].